# Kalkmagerrasen entlang der Diemel
Kalkmagerrasen entlang der Diemel este o arie protejată (arie specială de conservare — SAC, sit de importanță comunitară — SCI) din Germania întinsă pe o suprafață de 127,34 ha, integral pe uscat.

## Localizare
Centrul sitului Kalkmagerrasen entlang der Diemel este situat la coordonatele 51°33′33″N 9°21′38″E / 51.5592°N 9.3606°E.

## Înființare
Situl Kalkmagerrasen entlang der Diemel a fost declarat sit de importanță comunitară în iunie 2000 pentru a proteja 6 specii de animale. Situl a fost protejat și ca arie specială de conservare în martie 2008.

## Biodiversitate
Situată în ecoregiunea continentală, aria protejată conține 4 habitate naturale: Pajiști carstice calcaroase sau bazofile, de Alysso-Sedion albi, Pajiști uscate seminaturale și facies de acoperire cu tufișuri pe substraturi calcaroase (Festuco-Brometalia) (* situri importante pentru orhidee), Grohotișuri medio-europene calcaroase, de la nivel colinar și montan, Pante stâncoase calcaroase cu vegetație casmofită.
La baza desemnării sitului se află mai multe specii protejate de  păsări (6): ciocârlie-de-câmp (Alauda arvensis), buha (Bubo bubo), sfrâncioc roșiatic (Lanius collurio), gaia neagră (Milvus migrans), gaia roșie (Milvus milvus), silvie de câmp (Sylvia communis).
Pe lângă speciile protejate, pe teritoriul sitului au mai fost identificate 29 de specii de plante, 45 de specii de nevertebrate, 2 specii de reptile.